# Bataille de La Mecque (1924)
Conquête saoudienne du royaume du Hedjaz
La bataille de La Mecque est survenue le 5 décembre 1924 à La Mecque, dans le cadre de la conquête saoudienne du royaume du Hedjaz par le roi Abdelaziz ibn Saoud du sultanat du Nedjd. La région du Hedjaz était gouvernée comme un royaume sous le roi Hussein ben Ali de la famille hachémite. La bataille de La Mecque a abouti à une défaite hachémite face aux saoudiens et aux combattants alliés ikhwan.

## Contexte
Après la chute (en) de la ville de Taëf aux mains d'ibn Saoud en septembre 1924, le roi Hussein ben Ali s'enfuit de La Mecque à Djeddah le 6 octobre 1924 sur les conseils des notables hedjazi et déclara son fils Ali ben Hussein roi du Hedjaz. De Djeddah, Hussein fut transporté par les britanniques à Aqaba par bateau et plus tard à Chypre. L'abdication n'a fait qu'encourager ibn Saoud à marcher sur La Mecque, entrant dans la ville le 5 décembre 1924. L'abandon de la ville a laissé derrière lui une cache d'armes dans la Qishla de La Mecque (en) qui ont été récupérées par les forces saoudiennes.

## Conséquences
Ibn Saoud a déclaré qu'Ali ben Hussein devait quitter le Hedjaz comme condition préalable à la paix et que l'invasion du Hedjaz devait « garantir la liberté de pèlerinage et régler le destin de la Terre Sainte d'une manière satisfaisante pour le monde islamique ».
Après la prise de La Mecque, Ali et les forces Hejazi restantes furent concentrés dans la ville portuaire de Djeddah qui sera plus tard assiégée en janvier 1925 (en) par les forces saoudiennes. Le siège dura jusqu'au 16 décembre 1925, date à laquelle, grâce à la médiation britannique, Sharif Ali se rendit et quitta la ville pour Bagdad. Le même mois, ibn Saoud se déclare roi du Hedjaz en plus du sultan du Nejd.